# شیئرخان
شیئرخان (انگلیسی: Sharekhan) شرکت خدمات مالی هندی است، که در سال ۲۰۰۰ تأسیس شد.